# 막심 샤츠키흐
막심 알렉산드로비치 샤츠키흐(우즈베크어: Maksim Aleksandrovich Shatskix, 러시아어: Макси́м Алекса́ндрович Ша́цких, 1978년 8월 30일~)는 우즈베키스탄의 축구 선수 출신 축구 지도자이다. 선수 시절 포지션은 스트라이커였으며 현재 우즈베키스탄 슈퍼리그의 FK 안디잔 감독직을 역임하고 있다.
1996년 소콜-PZD에서 프로 축구 선수 경력을 시작해 1999년부터 2009년까지 FC 디나모 키이우에서 활동했고 다른 우크라이나 구단들에서도 활동하며 우크라이나 프리미어리그에서 총 341경기에 출전, 124득점을 기록하며 2025년 기준으로 우크라이나 프리미어리그 역대 최다 득점자 기록을 가지고 있다. 1999년 7월 28일 UEFA 챔피언스리그에서 득점을 기록한 첫 번째 아시아인 축구 선수가 되었고 미르잘롤 코시모프 다음으로 UEFA 주관 대회에서 득점을 기록한 우즈베키스탄 출신 선수가 되었다. 2015년 FK 루흐 리비우에 입단했고 1년 동안 활동한 후 선수 경력을 마감하고 디나모 키이우의 축구 코치가 되면서 축구 지도자 경력을 시작했다.
샤츠키흐는 1999년 우즈베키스탄 축구 국가대표팀에 데뷔했고 AFC 아시안컵에 3회 출전하여 2011년 AFC 아시안컵에서 대표팀의 대회 4등에 기여했다. 그는 대표팀에서 61경기 출전해 34득점을 기록하며 2010년부터 2022년 엘도르 쇼무로도프가 기록을 경신하기 전까지 우즈베키스탄 대표팀 역대 최다 득점자 기록을 가지고 있었다.

## 구단 경력
1996년 소콜 사라토프에 입단하며 프로에 입문한 후 20년간 러시아, 우크라이나, 카자흐스탄의 11개의 프로팀에서 활동하며 통산 공식전 571경기에서 206골을 기록했고 특히 1999-2000 시즌부터 2008-09 시즌까지 디나모 키이우 소속으로 공식전 328경기에서 142골을 터뜨리며 우크라이나 프리미어리그 6회 우승 및 4회 준우승, 우크라이나컵 5회 우승 및 2회 준우승, 우크라이나 슈퍼컵 3회 우승 및 2회 준우승, 2002년 CIS컵 우승 등의 업적을 달성했고 또한 2번의 리그 득점왕(1999-2000, 2002-03)을 차지하면서 디나모 키이우의 에이스 역할을 수행했다.
이와 같은 활약을 바탕으로 우즈베키스탄 올해의 선수상에 4번(2003년, 2005년, 2006년, 2007년) 선정되는 기염을 토했으며 또한 각각 124골과 171골로 세르히 레브로프 클럽과 올레흐 블로힌 클럽에 가입하는 영예를 안았고 2002년에는 CIS 클럽 가입을 이뤄냈다.
그리고 2009 시즌에는 카자흐스탄 프리미어리그의 FC 아스타나 소속으로 공식전 16경기 9골을 터뜨리며 리그 준우승에 기여한 뒤 2010-11 시즌부터 2012-13 시즌까지 아르세날 키이우에서도 공식전 통산 93경기 22골로 2010-11 시즌 우크라이나컵 4강 진출에 기여하며 디나모 키이우 시절에 버금가는 활약을 보였으며 2015-16 시즌 루흐 르비우를 끝으로 20년간의 프로 선수 생활을 마감했다.

## 국가대표팀 경력
1999년 성인 국가대표팀에 첫 발탁되어 같은 해 6월 9일 국제 A매치 데뷔전인 아제르바이잔과의 친선 홈 경기에서 A매치 데뷔골을 해트트릭으로 장식하며 팀의 5-1 대승에 기여했다.
이후 2014년까지 61경기에서 34골을 뽑아내며 역대 우즈베키스탄 국가대표 선수 가운데 A매치 최다 득점 기록을 보유하고 있으며 특히 2007년 10월 13일 최약체인 대만과의 2010년 FIFA 월드컵 아시아 지역 1차 예선 1차전에서 5골을 폭격하며 팀의 1·2차전 합계 11-0 대승과 함께 3차 예선 진출에 앞장섰다.
그리고 2008년 6월 2일 싱가포르와의 3차 예선 4조 3차전에서도 A매치 통산 30번째 득점을 기록하며 팀의 7-3 대승을 이끌었고 이와 함께 미르잘롤 카시모프의 최다 득점 기록과 동률을 이룬 뒤 2008년 10월 15일 일본과의 최종 예선 A조 3차전에서 전반 27분 선제골을 뽑아내며 우즈베키스탄 대표팀 역대 A매치 최다 득점 타이틀을 거머쥐었다.
그 뒤 2011년 AFC 아시안컵 본선에도 출전하여 6경기에서 단 1골도 넣지 못했지만 팀의 역사상 첫 메이저 대회 4강 진출에 큰 힘을 실어줬으며 타지키스탄과의 2014년 FIFA 월드컵 아시아 지역 3차 예선 C조 1차전에서 A매치 개인 통산 34번째 득점을 기록하며 팀의 5회 연속 월드컵 아시아 지역 최종 예선 진출에 일조한 뒤 2014년 5월 29일 오만과의 친선전을 끝으로 국가대표팀 유니폼을 반납했다.

## 지도자 생활
2016년 루흐 리비우에서 은퇴한 직후 친정팀인 디나모 키이우의 U-19팀의 수석 코치로 지도자 생활을 시작했고 이듬해인 2017년부터 2019년까지 디나모 키이우 성인팀의 정식 수석 코치로 팀의 2연속 리그 준우승, 우크라이나컵 2연속 준우승, 우크라이나 슈퍼컵 2연패 달성(2018, 2019) 등에 힘을 보탰다.
그리고 2019 시즌 이후 친정팀을 떠나 러시아 퍼스트 리그 소속팀인 로토르 볼고그라드의 수석 코치로 부임한 이후 볼고그라드의 2019-20 시즌 RFL 우승 및 차기 시즌 러시아 프리미어리그 승격을 이끌었으나 2020-21 시즌 RPL에서 16팀 중 15위에 그치며 1시즌만에 RFL로 재강등되었다.
그 후 2022 시즌을 앞두고 파흐타코르 타슈켄트의 스포츠 고문으로 취임하며 27년만에 고국팀으로 복귀한 뒤 같은 해에 감독으로 승격하여 2024 시즌까지 팀의 리그 2회 연속 우승(2022, 2023), 2번의 컵대회 4강 진출(2022, 2024)을 이끌었고 2024 시즌 이후 파흐타코르 타슈켄트 스포츠 코디네이터로 보직을 옮겼다.

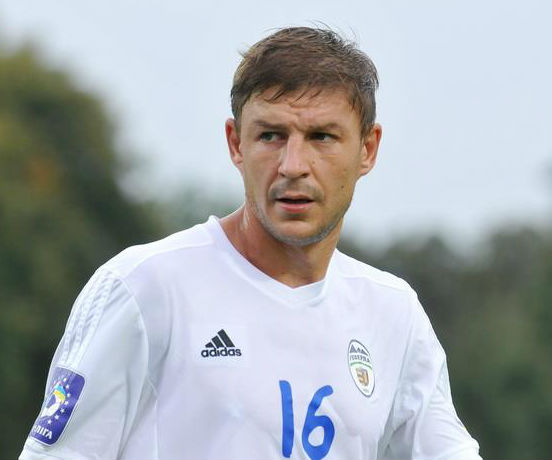
2014년 호베를라 우지호로드 소속 당시의 샤츠키흐

## 대회 성적

### 클럽 (선수)
디나모 키이우
- 우크라이나 프리미어리그 : 우승 (1999-00, 2000-01, 2002-03, 2003-04, 2006-07, 2008-09), 준우승 (2001-02, 2004-05, 2005-06, 2007-08)
- 우크라이나컵 : 우승 (2000, 2003, 2005, 2006, 2007), 준우승 (2002, 2008)
- 우크라이나 슈퍼컵 : 우승 (2004, 2006, 2007), 준우승 (2005, 2008)
- CIS컵 : 우승 (2002)

 아르세날 키이우
- 우크라이나컵 : 4강 (2012-13)

 FC 아스타나
- 카자흐스탄 프리미어리그 : 준우승 (2009)

### 국가대표팀 (선수)
우즈베키스탄
- AFC 아시안컵 : 4위 (2011)

### 개인
- 우즈베키스탄 올해의 선수 : 2003, 2005, 2006, 2007
- 우크라이나 프리미어리그 득점왕 : 1999-00, 2002-03
- 우크라이나컵 득점왕 : 1999-00, 2001-02, 2002-03
- 세르히 레브로프 클럽 : 124골
- 올레흐 블로힌 클럽 : 171골

### 클럽 (지도자)
디나모 키이우 (수석 코치)
- 우크라이나 프리미어리그 : 준우승 (2017-18, 2018-19)
- 우크라이나컵 : 준우승 (2017, 2018)
- 우크라이나 슈퍼컵 : 우승 (2018, 2019)

 로토르 볼고그라드 (수석 코치)
- 러시아 퍼스트 리그 : 우승 (2019-20)

파흐타코르 타슈켄트
- 우즈베키스탄 슈퍼리그 : 우승 (2022, 2023)
- 우즈베키스탄컵 : 4강 (2022, 2024)